# Eupithecia correana
Eupithecia correana es una especie de polilla de la familia Geometridae. La especie fue descrita por primera vez por Frederick Hastings Rindge habiendo sido descrita en 1987, con distribución en Chile. El holotipo de la especie fue descrita en el sector La Correana, de ahí su nombre, a poca distancia del Río Tinguiririca, Provincia de Colchagua.

## Descripción
La longitud de las alas anteriores es de unos 7,5 milímetros (0,3 plg) en los machos y de 7 a 7,5 milímetros (0,3 a 0,3 plg) en las hembras. El área mediana de las alas anteriores es de color blanco o blanco grisáceo pálido, contrastando con el área basal de color marrón oscuro y el área distal de color marrón ligeramente rojizo. Las alas traseras son de color blanco grisáceo, con escamas de color marrón oscuro en la base y escamas de color marrón grisáceo pálido en la parte distal. Se han registrado adultos volando en enero y febrero.

## Distribución
La especie se encuentra en las regiones de O'Higgins, Provincia de Colchagua, Maule, Provincia de Curicó y Araucanía, Provincia de Malleco, Chile. El hábitat consiste en la Provincia Biótica del Bosque Valdiviano Norte.